# Wolfgang Madai

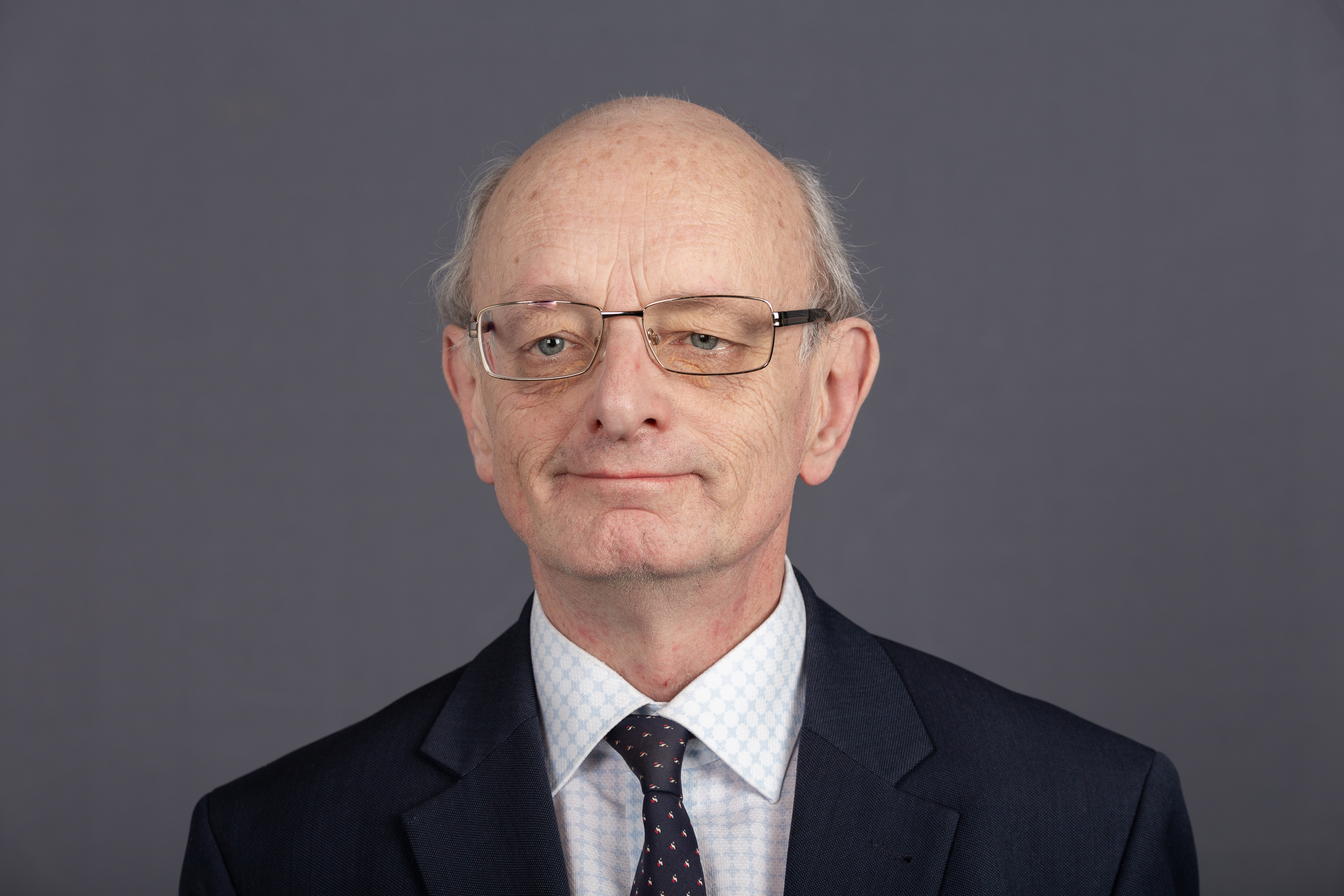
Wolfgang Madai (2020)

Wolfgang Madai (* 27. Januar 1956 in Dohna) ist ein deutscher Journalist sowie Politiker (DDR-CDU, ab 1990 CDU) und ehemaliges Mitglied des Sächsischen Landtages.

## Leben
Wolfgang Madai besuchte die Oberschule in Dohna und absolvierte sein Abitur an der Volkshochschule. Anschließend machte er eine Verwaltungsausbildung und legte die erste und zweite landeskirchliche Verwaltungsprüfung ab. Außerdem besuchte er den Kirchlichen Fernunterricht  (Theologie) in Magdeburg und machte ein Fernstudium der Journalistik an den Universitäten Leipzig und Berlin.
Zwischen 1974 und 1986 war Madai Mitarbeiter sowie Verwaltungs- und Abteilungsleiter kirchlicher Einrichtungen, darunter das Evangelisch-Lutherische Landeskirchenamt Sachsen. Außerdem war er in Finanz-, Personal- und Presseangelegenheiten tätig. Madai war Mitarbeiter und Korrespondent mehrerer Tages-, Wochen- und Kirchenzeitungen im In- und Ausland. Darüber hinaus war er Pressereferent kirchlicher und politischer Organisationen.
Wolfgang Madai ist Mitglied der Vereinigung Europäischer Journalisten in Brüssel und Mitglied im Vorstand der Sächsischen Kirchlichen Konferenz in Leipzig und im Gustav-Adolf-Werk in Dresden sowie weiterer kirchlicher, kultureller und wissenschaftlicher Gesellschaften und Vereinigungen.
Madai ist evangelisch.

## Politik
Wolfgang Madai wurde 1986 Mitglied der DDR-Blockpartei CDU. Im Jahr 1987 war er im Kreisvorstand und von 1990 bis 1991 Vorsitzender des CDU-Kreisverbandes Pirna. Madai war Landesvorsitzender der Europa-Union Deutschland (EUD) und Mitglied im Hauptausschuss in Bonn. Am 18. Februar 1994 wurde er vom Landesvorstand Sachsen der EUD seines Amtes enthoben. Zuvor war bekanntgeworden, dass Madai zur EU-kritischen Partei Bund freier Bürger gewechselt war. Außerdem war er Vorsitzender im Kuratorium Europa Zentrum Dresden und Generalsekretär der Wettingesellschaft. Im Jahr 1990 war er Mitglied der Stadtverordnetenversammlung Dohna.
Im Oktober 1990 wurde Madai über den Wahlkreis 36 (Pirna II) in den Sächsischen Landtag gewählt, dem er für eine Wahlperiode angehörte. Dort war er Mitglied im Ausschuss für Bundes- und Europaangelegenheiten, im Ausschuss für Kultur und Medien und im Petitionsausschuss.
Madai war von 1992 bis 1998 Vorsitzender des Verwaltungsrates der Sächsischen Landesmedienanstalt.
Bei der Stadtbezirksbeiratswahl in Dresden am 26. Mai 2019 kandidierte Madai im Stadtbezirk Neustadt für die Alternative für Deutschland. Er ist stellvertretender Sprecher des Regionalverbandes Mitte der Christen in der AfD.